# Nughedu San Nicolò
Nughedu San Nicolò (sardinski: Nughèdu) je grad i općina (comune) u pokrajini Sassariju u regiji Sardiniji, Italija. Nalazi se na nadmorskoj visini od 577 metara i ima 819 stanovnika.
 Prostire se na 67,89 km². Gustoća naseljenosti je 12 st/km².
Susjedne općine su: Anela, Bono, Bonorva, Bultei, Ittireddu, Ozieri i Pattada.